# ایریک رکوردز
ایریک رکوردز (انگلیسی: Earache Records) یک ناشر موسیقی مستقل بریتانیایی مستقر در ناتینگهام، انگلستان است که از سال ۱۹۸۵ آغاز به کار کرد.